# III liga polska w piłce nożnej, grupa lubelsko-podkarpacka (2013/2014)
III liga, grupa lubelsko-podkarpacka, sezon 2013/2014 – 6. edycja rozgrywek czwartego poziomu ligowego piłki nożnej mężczyzn w Polsce po reorganizacji lig w 2008 roku. Brało w niej udział 17 drużyn z województwa podkarpackiego i województwa lubelskiego. Walczyły one o miejsce w barażach do II ligi. Ostatnie zespoły spadły odpowiednio do grup: podkarpackiej i lubelskiej IV ligi. Opiekunem ligi był Lubelski Związek Piłki Nożnej.
Sezon ligowy rozpoczął się w 10 sierpnia 2013 roku, a ostatnie mecze rozegrane zostały 8 czerwca 2014 roku.

## Zasady rozgrywek
Zmagania w lidze toczą się systemem kołowym w dwóch rundach – jesiennej i wiosennej. Każda z drużyn rozgrywa z pozostałymi po 2 mecze. Zwycięzca otrzymuje możliwość gry w barażach o II ligę.
Do ligi awansuje mistrz i wicemistrz IV ligi z grupy podkarpackiej oraz mistrz i wicemistrz IV ligi z grupy lubelskiej. Drużyny, które po zakończeniu rozgrywek zajmą w tabeli odpowiednio 14, 15, 16, 17 i 18 miejsce, spadają do właściwej terytorialnie IV ligi i będą w kolejnym sezonie występować w IV lidze. Liczba drużyn spadających z III ligi ulega zwiększeniu o liczbę drużyn, które spadną z II ligi zgodnie z przynależnością terytorialną do Lubelskiego lub Podkarpackiego ZPN.
Drużyna, które zrezygnuje z uczestnictwa w rozgrywkach, degradowana jest o 2 klasy rozgrywkowe i przenoszona na ostatnie miejsce w tabeli (jeśli rozegrała przynajmniej 50% spotkań sezonu; wtedy mecze nierozegrane weryfikowane są jako walkowery 0:3 na niekorzyść drużyny wycofanej) lub jej wyniki zostają anulowane. Z rozgrywek eliminowana – i również degradowana o 2 klasy rozgrywkowe – jest drużyna, która nie rozegra z własnej winy 3 spotkań sezonu.
Kolejność w tabeli ustala się według liczby zdobytych punktów. W przypadku uzyskania równej liczby punktów przez dwie drużyny, o zajętym miejscu decydują:
a) liczba zdobytych punktów w spotkaniach bezpośrednich,
b) korzystniejsza różnica między zdobytymi i utraconymi bramkami w spotkaniach bezpośrednich,
c) przy uwzględnieniu reguły UEFA, że bramki strzelone na wyjeździe liczone są podwójnie, korzystniejsza różnica między zdobytymi i utraconymi bramkami w spotkaniach bezpośrednich,
d) korzystniejsza różnica bramek we wszystkich spotkaniach z całego cyklu rozgrywek,
e) większa liczba bramek zdobytych we wszystkich spotkaniach z całego cyklu.
W przypadku, gdy dwoma zespołami o jednakowej liczbie punktów są zespoły, których kolejność decyduje o awansie lub spadku, stosuje się wyłącznie zasady określone w punktach a, b i c, a jeżeli one nie rozstrzygną kolejności, zarządza się spotkanie barażowe na neutralnym boisku, wyznaczonym przez Wydział Gier PZPN.
Przy więcej niż dwóch zespołach przeprowadza się dodatkową punktację pomocniczą spotkań wyłącznie między zainteresowanymi drużynami, kierując się kolejno zasadami podanymi punktach a, b, c, d oraz e.
W grupie występowało 17 zespołów, które walczyły o miejsce premiowane możliwością gry w barażu o II ligę. Ostatnie zespoły spadły odpowiednio do grupy lubelskiej i podkarpackiej IV ligi.
| Uczestnicy poprzedniej edycji | Uczestnicy poprzedniej edycji | Uczestnicy poprzedniej edycji | Uczestnicy poprzedniej edycji |
| ----------------------------- | ----------------------------- | ----------------------------- | ----------------------------- |
| TTL                           | Tomasovia Tomaszów Lubelski   | 2                             |                               |
| IZO                           | Izolator Boguchwała           | 3                             |                               |
| AVI                           | Avia Świdnik                  | 4                             |                               |
| SSA                           | Stal Sanok                    | 5                             |                               |
| LUB                           | Lublinianka-Wieniawa Lublin   | 6                             |                               |
| POP                           | Polonia Przemyśl              | 7                             |                               |
| KAR                           | Karpaty Krosno                | 8                             |                               |
| KRA                           | Stal Kraśnik                  | 9                             |                               |
| ORP                           | Orlęta Radzyń Podlaski        | 10                            |                               |
| PBP                           | Podlasie Biała Podlaska       | 11                            |                               |
| CHM                           | Chełmianka Chełm              | 12                            |                               |
| OPR                           | Orzeł Przeworsk               | 13                            |                               |

| Spadek z II ligi 2012/2013 | Spadek z II ligi 2012/2013 | Spadek z II ligi 2012/2013 | Spadek z II ligi 2012/2013 |
| -------------------------- | -------------------------- | -------------------------- | -------------------------- |
| grupa wschodnia            |                            |                            |                            |
| RES                        | Resovia                    | 4                          |                            |
| Awans z IV ligi 2012/2013  |                            |                            |                            |
| grupa lubelska             |                            |                            |                            |
| HET                        | Hetman Zamość              | 1                          |                            |
| STZ                        | Omega Stary Zamość         | 31                         |                            |
| grupa podkarpacka          |                            |                            |                            |
| JKS                        | JKS 1909 Jarosław          | 1                          |                            |
| SSI                        | Sokół Sieniawa             | 2                          |                            |

Objaśnienia:
1. Wicemistrz IV ligi lubelskiej Bogdanka II Łęczna zrezygnował z udziału w III lidze. Wolne miejsce zajęła kolejna drużyna ligowa – Omega Stary Zamość.
2. Zgodnie z uchwałą PZPN o rozwiązaniu Młodej Ekstraklasy, rezerwy drużyn grających w najwyższej klasie rozgrywkowej mają wrócić do lig, w których grały przed jej utworzeniem[4].

## Tabela
| Lp. | Drużyna                     | M  | Z  | R  | P  | Bramki | Bramki | Różn. | Pkt | Uwagi | Bezpośrednio |
| --- | --------------------------- | -- | -- | -- | -- | ------ | ------ | ----- | --- | ----- | ------------ |
| 1   | Resovia                     | 32 | 20 | 7  | 5  | 60     | 24     | +36   | 67  |       |              |
| 2   | JKS 1909 Jarosław           | 32 | 17 | 7  | 8  | 42     | 22     | +20   | 58  |       |              |
| 3   | Tomasovia Tomaszów Lubelski | 32 | 14 | 13 | 5  | 45     | 29     | +16   | 55  |       |              |
| 4   | Izolator Boguchwała         | 32 | 16 | 5  | 11 | 62     | 44     | +18   | 53  |       |              |
| 5   | Stal Kraśnik                | 32 | 16 | 4  | 12 | 56     | 40     | +16   | 52  |       |              |
| 6   | Karpaty Krosno              | 32 | 15 | 7  | 10 | 54     | 38     | +16   | 52  |       |              |
| 7   | Sokół Sieniawa              | 32 | 14 | 9  | 9  | 53     | 34     | +19   | 51  |       |              |
| 8   | Orlęta Radzyń Podlaski      | 32 | 14 | 9  | 9  | 44     | 34     | +10   | 51  |       |              |
| 9   | Chełmianka Chełm            | 32 | 15 | 5  | 12 | 48     | 36     | +12   | 50  |       |              |
| 10  | Avia Świdnik                | 32 | 13 | 8  | 11 | 46     | 34     | +12   | 47  |       |              |
| 11  | Lublinianka-Wieniawa Lublin | 32 | 12 | 6  | 14 | 42     | 43     | −1    | 42  |       |              |
| 12  | Orzeł Przeworsk             | 32 | 13 | 1  | 18 | 36     | 61     | −25   | 40  |       |              |
| 13  | Stal Sanok                  | 32 | 10 | 8  | 14 | 28     | 41     | −13   | 38  |       |              |
| 14  | Polonia Przemyśl            | 32 | 7  | 7  | 18 | 35     | 54     | −19   | 28  |       |              |
| 15  | Podlasie Biała Podlaska     | 32 | 7  | 7  | 18 | 27     | 65     | −38   | 28  |       |              |
| 16  | Hetman Zamość               | 32 | 7  | 7  | 18 | 31     | 65     | −34   | 28  |       |              |
| 17  | Omega Stary Zamość          | 32 | 4  | 6  | 22 | 18     | 63     | −45   | 18  |       |              |

## Wyniki
| Gospodarz \ Gość            | AVI | CHM | HET | IZO | JKS | KAR | LUB | STZ | ORP | OPR | PBP | POP | RES | SSI | KRA | SSA | TTL |
| Avia Świdnik                |     | 1:3 | 6:0 | 3:1 | 1:0 | 1:1 | 0:1 | 0:0 | 4:1 | 3:0 | 4:0 | 2:1 | 1:4 | 0:1 | 1:0 | 1:1 | 0:1 |
| Chełmianka Chełm            | 0:2 |     | 2:0 | 1:4 | 1:0 | 2:3 | 0:1 | 4:0 | 0:2 | 1:4 | 5:1 | 2:0 | 1:1 | 2:0 | 1:1 | 2:1 | 0:0 |
| Hetman Zamość               | 1:1 | 0:2 |     | 2:1 | 2:1 | 0:3 | 1:3 | 3:1 | 0:1 | 1:3 | 1:4 | 2:2 | 1:0 | 1:3 | 4:2 | 1:1 | 0:1 |
| Izolator Boguchwała         | 3:1 | 0:2 | 3:0 |     | 0:2 | 1:0 | 4:1 | 3:2 | 2:0 | 1:3 | 4:1 | 7:1 | 3:2 | 1:1 | 2:1 | 3:0 | 0:0 |
| JKS 1909 Jarosław           | 0:0 | 1:0 | 4:0 | 1:4 |     | 5:1 | 0:0 | 1:0 | 2:0 | 3:0 | 4:2 | 1:0 | 1:0 | 1:0 | 1:0 | 2:0 | 0:0 |
| Karpaty Krosno              | 0:2 | 2:0 | 3:1 | 1:3 | 1:2 |     | 2:1 | 4:0 | 1:1 | 4:1 | 4:0 | 2:0 | 2:1 | 1:3 | 0:2 | 0:0 | 0:0 |
| Lublinianka-Wieniawa Lublin | 0:1 | 2:2 | 0:1 | 1:2 | 3:2 | 2:1 |     | 1:0 | 1:3 | 0:1 | 2:0 | 0:1 | 1:1 | 2:2 | 0:3 | 1:2 | 1:3 |
| Omega Stary Zamość          | 1:1 | 0:0 | 3:2 | 1:1 | 0:1 | 0:4 | 0:3 |     | 0:1 | 2:0 | 0:2 | 2:0 | 0:4 | 0:0 | 0:1 | 0:0 | 1:7 |
| Orlęta Radzyń Podlaski      | 1:1 | 2:4 | 0:0 | 3:1 | 1:0 | 3:0 | 1:1 | 5:0 |     | 1:3 | 2:0 | 1:0 | 0:2 | 1:1 | 0:1 | 3:2 | 1:1 |
| Orzeł Przeworsk             | 0:1 | 0:3 | 3:1 | 1:0 | 1:0 | 1:5 | 0:2 | 2:0 | 0:1 |     | 0:1 | 3:1 | 1:4 | 1:0 | 0:1 | 0:2 | 3:1 |
| Podlasie Biała Podlaska     | 1:1 | 0:1 | 1:1 | 2:1 | 2:2 | 1:0 | 2:0 | 2:1 | 2:5 | 1:2 |     | 1:1 | 0:1 | 0:2 | 0:5 | 0:0 | 0:2 |
| Polonia Przemyśl            | 1:0 | 2:0 | 2:2 | 0:1 | 0:0 | 1:1 | 1:3 | 2:0 | 0:0 | 6:1 | 7:0 |     | 0:2 | 0:4 | 2:4 | 0:2 | 0:2 |
| Resovia                     | 1:0 | 1:0 | 5:0 | 3:1 | 1:0 | 1:1 | 2:2 | 1:2 | 0:0 | 2:0 | 4:0 | 3:1 |     | 3:1 | 1:1 | 1:0 | 2:0 |
| Sokół Sieniawa              | 3:1 | 3:1 | 1:1 | 1:1 | 1:1 | 0:1 | 4:2 | 1:0 | 2:1 | 5:1 | 0:0 | 0:1 | 1:2 |     | 4:0 | 2:0 | 1:2 |
| Stal Kraśnik                | 4:3 | 2:0 | 1:2 | 3:1 | 0:1 | 0:1 | 0:3 | 3:2 | 1:1 | 3:0 | 1:0 | 3:1 | 1:2 | 3:2 |     | 6:0 | 2:3 |
| Stal Sanok                  | 1:2 | 0:5 | 1:0 | 2:1 | 0:2 | 0:2 | 0:2 | 2:0 | 2:0 | 4:0 | 1:1 | 2:0 | 0:1 | 1:1 | 1:0 |     | 0:0 |
| Tomasovia Tomaszów Lubelski | 2:1 | 0:1 | 1:0 | 2:2 | 1:1 | 3:3 | 1:0 | 2:0 | 0:2 | 1:1 | 1:0 | 1:1 | 2:2 | 2:3 | 1:1 | 2:0 |     |

Aktualne na 8 czerwca 2014. Źródło: 90minut
Objaśnienia:
1Drużyna gospodarzy jest wymieniona po lewej stronie tabeli.
Kolory: zielony – zwycięstwo gospodarzy, żółty – remis, różowy – zwycięstwo gości.
Mistrz jesieni 2013/2014: JKS 1909 Jarosław
Kwalifikacja do baraży o II ligę: Resovia
Spadek z III ligi: